# Barometro

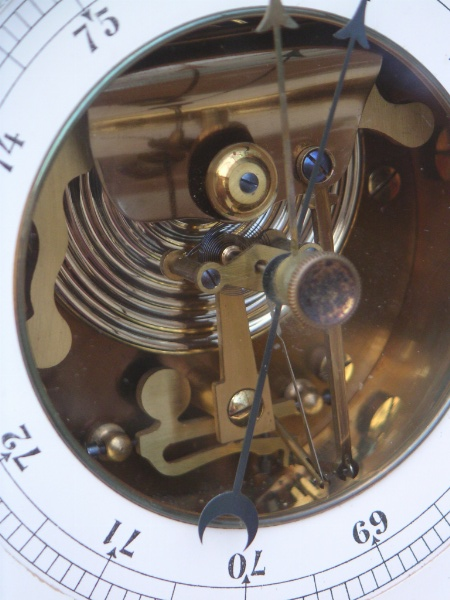
Barometro aneroide, inizio del XX secolo, visibili la capsula di Vidie e le leve amplificatrici

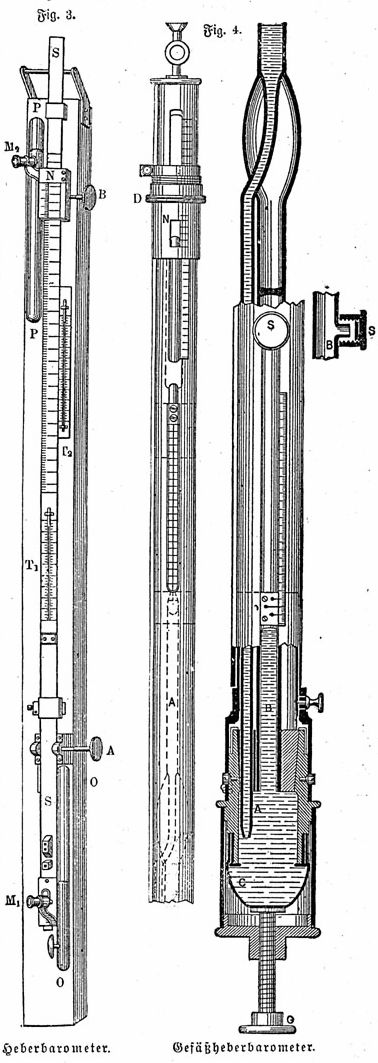
Un barometro a mercurio del 1890

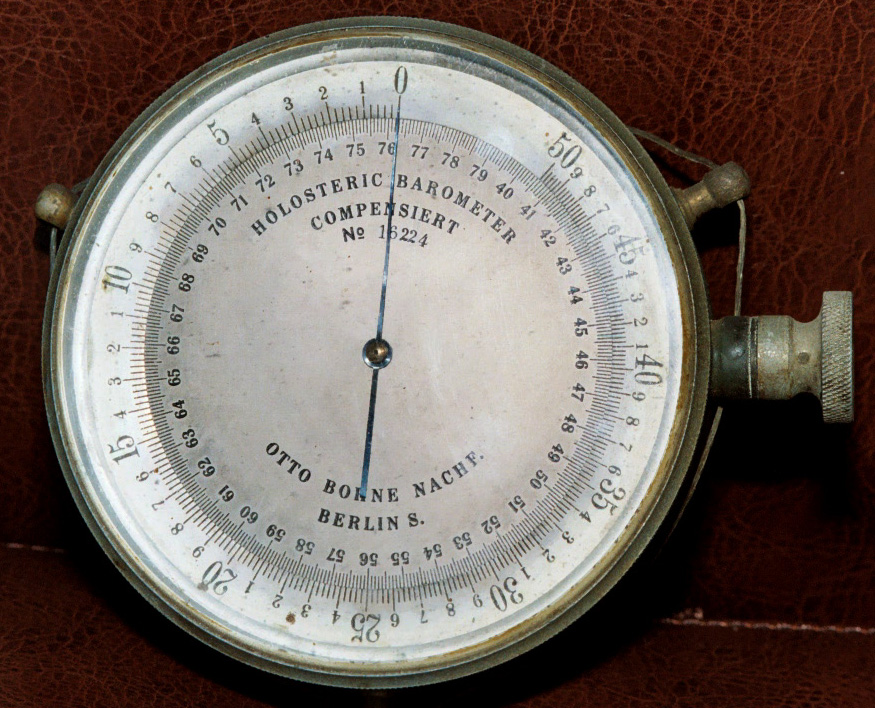
Un barometro aneroide

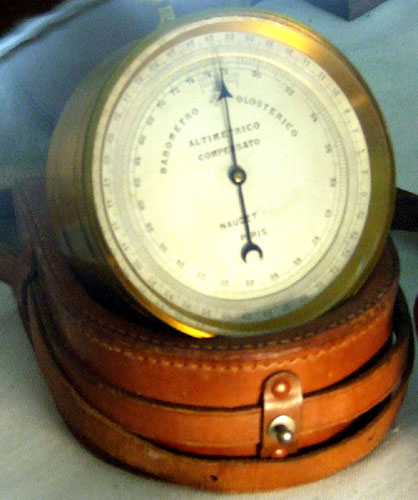
Un barometro olosterico usato durante le esplorazioni dell'Africa dagli inviati della Società Geografica Italiana

Il barometro (dal greco βάρος, peso e μέτρον, misura) è lo strumento di misura della pressione atmosferica. Usato nell'ambito della meteorologia per rilevare dati utili per le previsioni del tempo, è di fatto un manometro differenziale, in cui la misura di riferimento (lato bassa pressione) è il vuoto assoluto.

## Storia
Il primo barometro della storia fu il barometro ad acqua, sviluppato ufficialmente nel 1641 da Giovanni Battista Baliani; tuttavia sembrerebbe che tale strumento, sebbene in versioni più rudimentali, fosse già in utilizzo dai Padri Pellegrini durante le navigazioni verso il Nuovo Mondo.
Sicuramente lo strumento aveva già una grande diffusione in Europa nella seconda metà del Seicento grazie all'abilità raggiunta dai mastri vetrai.
Questo barometro oggi è conosciuto con il nome di barometro di Goethe, in quanto ne fu trovato uno nella camera dove morì il grande pensatore tedesco. Si tratta di uno strumento infallibile nel funzionamento, sebben approssimativo nella lettura. L'oggetto è composto da un'ampolla di vetro, chiusa nella parte superiore, contenente del liquido, generalmente dell'acqua colorata, collegata attraverso il principio dei vasi comunicanti ad un tubicino sempre di vetro. Al variare della pressione atmosferica viene a crearsi una pressione, o una depressione, sul liquido contenuto nel tubicino di vetro (aperto alla sua sommità); variazioni atmosferiche portano ad un innalzamento (bassa pressione) o un abbassamento (alta pressione) del livello del liquido qui contenuto. Osservando le variazioni del livello del liquido è possibile prevedere l'evolvere delle condizioni meteo, con un'approssimazione di circa 24 ore.
L'invenzione ufficiale del barometro è attribuita ad Evangelista Torricelli, che realizzò il cosiddetto barometro di Torricelli nel 1643. L'oggetto è costituito da un tubo a fondo cieco lungo non meno di 80 centimetri, riempito di mercurio e rivoltato con il lato aperto verso il basso in una vaschetta contenente altro mercurio.
La colonna di mercurio tende a scendere nella vaschetta lasciando il vuoto dietro di sé. Sulla parte inferiore della colonna agisce però la pressione atmosferica che tende a spingere verso l'alto la colonna. Quando la colonna ha raggiunto un'altezza tale che la pressione esercitata alla base controbilancia perfettamente la pressione atmosferica allora la discesa si interrompe.
Misurando l'altezza della colonna si può calcolare la pressione atmosferica. Per questi motivi la pressione è stata storicamente a lungo indicata in millimetri di mercurio (mm Hg) e molti barometri a mercurio ancora ne riportano la scala, anche se attualmente la misura corretta nel sistema internazionale è il pascal. La pressione atmosferica si misura quindi in ettopascal (hPa), multiplo del pascal, corrispondente, quanto al valore, al millibar (mb), unità di misura precedentemente accettata a livello internazionale (1 hPa = 100 Pa = 1 mb).
Nel caso del mercurio liquido (Δ = 13 579 kg/m³), la pressione del fluido (calcolata con la legge di Stevino) eguaglia quella atmosferica ad una profondità critica di 76 centimetri:
{\displaystyle p_{\mathrm {atm} }\left[\mathrm {Pa} \right]=\delta \left[{\frac {\mathrm {kg} }{\mathrm {m^{3}} }}\right]\cdot g\left[{\frac {\mathrm {m} }{\mathrm {s} ^{2}}}\right]\cdot h\left[m\right]},
da cui:
{\displaystyle h={\frac {101\,300\ \mathrm {Pa} }{13\,579{kg/m^{3}}\cdot 9,\!81{m/s^{2}}}}=0,\!76\ \mathrm {m} }.
Si tratta del valore della pressione atmosferica in mmHg.
Questo tipo di barometro è molto preciso ed accurato, ma è difficilmente trasportabile, ingombrante, e potenzialmente pericoloso per le caratteristiche di tossicità e di inquinamento del mercurio.

## Barometro metallico
Questo tipo di barometro, inventato nel 1843 dal francese Lucien Vidi, offre un'alternativa più pratica ed economica rispetto al barometro a mercurio, ma a scapito di accuratezza e precisione. Quando l'elemento sensibile è costituito da un cilindro appiattito in cui è stato praticato il vuoto, si parla di un barometro olosterico. Quando il barometro è costituito da un tubo Bourdon a sezione lenticolare, si parla di barometro aneroide.
Le ampie basi sono corrugate in modo da presentare un'ampia escursione per effetto della pressione atmosferica agente su di esse. Un sistema di leve ed ingranaggi trasmettono questo movimento ad un indice che visualizza la pressione su una scala graduata.

### Barografo
Il barografo è costituito da un barometro aneroide collegato ad un registratore meccanico (tipicamente a carta) o elettronico.

## Barometro elettronico a cella di carico
È costituito da una piccola camera in cui è stato fatto il vuoto, in cui una parete è chiusa da un sensore di deformazione a cella di carico. In funzione della deformazione prodotta dalla pressione, la cella produce un segnale elettrico che può essere elaborato da un microprocessore o da un voltmetro.